# Jozo Radoš
Jozo Radoš (ur. 3 listopada 1956 w Seonicy) – chorwacki polityk, parlamentarzysta krajowy, eurodeputowany VIII kadencji, były minister obrony, przywódca ugrupowań liberalnych.

## Życiorys
Urodził się w pobliżu Tomislavgradu w Bośni i Hercegowinie. Ukończył studia na Wydziałach Filozoficznych i Elektrotechnicznych Uniwersytetu w Zagrzebiu. Od 1983 do 1992 pracował jako nauczyciel w szkole podstawowej i średniej, projektant i technolog.
W latach 90. zaangażował się w działalność Chorwackiej Partii Socjalliberalnej, stając się jednym z liderów tego ugrupowania. W 1992, 1995 i 2000 uzyskiwał mandat poselski do Zgromadzenia Chorwackiego trzech kolejnych kadencji. W 1995 w trakcie tzw. kryzysu w Zagrzebiu, związanego z procedurą wyboru władz miejskich, został powołany na urząd burmistrza chorwackiej stolicy, jednak prezydent Franjo Tuđman odmówił zaakceptowania tej kandydatury.
27 stycznia 2000 Jozo Radoš z ramienia HSLS objął stanowisko ministra obrony w koalicyjnym rządzie Ivicy Račana. Urząd ten sprawował do końca funkcjonowania tego gabinetu (tj. do 30 lipca 2002). Gdy w 2001 Dražen Budiša zrezygnował z przywództwa w Partii Socjalliberalnej, Jozo Radoš został pełniącym obowiązki przewodniczącego partii. Ustąpił rok później na rzecz swojego poprzednika.
W 2002 sprzeciwił się decyzji władz HSLS co do opuszczenia koalicji rządowej. Wraz z grupą działaczy opuścił to ugrupowanie, stając na czele Partii Liberalnych Demokratów (LIBRA). W wyborach w 2003 uzyskał reelekcję do parlamentu z listy bloku wyborczego zdominowanego przez Socjaldemokratyczną Partię Chorwacji. Mandat poselski sprawował do końca V kadencji. W 2005 doprowadził do połączenia się LIBRY z Chorwacką Partią Ludową. Został wiceprzewodniczącym wspólnej formacji HNS-LD. W 2007 nie został ponownie wybrany do Zgromadzenia Chorwackiego. W 2009 zasiadł natomiast w radzie miejskiej Zagrzebia. W wyniku wyborów w 2011 powrócił do krajowego parlamentu, mandat uzyskał z ramienia zwycięskiej Koalicji Kukuriku.
W 2014 z ramienia koalicji, współtworzonej m.in. przez jego ugrupowanie i socjaldemokratów, uzyskał mandat posła do Parlamentu Europejskiego VIII kadencji, który wykonywał do 2019. W 2017 dołączył do nowej partii pod nazwą Građansko-liberalni savez.